# Евтихий (Кузьмин)
Епископ Евтихий (в миру Евфи́мий Корни́лович Кузьми́н; 1913, село Ильинское, Костромская губерния — 13 февраля 1990, Харьков) — архиерей Русской православной старообрядческой церкви; епископ Киевский, Винницкий и Одесский (1975—1987).

## Биография
Родился в 1913 году в селе Ильинском, в Костромской губернии, в крестьянской семье. Окончил четыре класса сельской школы и позднее — вечернюю школу. До 1935 года, когда переехал в Кострому, занимался сельским трудом.
В 1935 году переехал в Кострому и до 1940 года работал разнорабочим на льнокомбинате имени Зворыкина. С 1940 по 1950 год работал на обувной фабрике «10-й Октябрь» в качестве наладчика оборудования и мастера по ремонту швейных машин. В 1950 году получил инвалидность второй группы, не работал, а в 1952 году получил третью группу инвалидности.
В марте 1953 года костромским благочинным выдвинут в качестве кандидата для рукоположения в священный сан. Оставался холост, проживал в Костроме с матерью и сестрой. Продолжал работать по трудовому соглашению в разных организациях.
В 1970 году епископом Киевским и Винницким Иринархом (Вологжаниным) хиротонисан во пресвитера для старообрядческого прихода города Харькова (также священником стал в 1959 году его родной брат — Иоанн Кузьмин, участник финской и Второй мировой войны, механик по специальности).
Решением Освященного Собора, проходившего в Москве с 15 по 18 мая 1973 года, священник Евфимий Кузьмин был избран кандидатом для рукоположения в сан епископа и включён в состав Совета архиепископии в качестве кандидата.
1 июня 1975 года в Покровском кафедральном соборе Рогожской слободы архиепископом Никодимом (Латышевым) и епископом Анастасием (Кононовым) был хиротонисан во епископа.
28 января 1988 года решением Совета Архиепископии уволен на покой из-за тяжёлой болезни.
Скончался 13 февраля 1990 года в Харькове.